# Kakofoni
Kakofoni eller kakafoni betyder missljud, disharmoni, illalåtande sammanblandningar av olikartade ljud, helt enkelt osköna ackord. Motsatsen är eufoni. Ordet kommer av grekiskans kakophonia "missljud", som i sin tur kommer av kakos "dålig" och phone "ljud", "ton", "röst". Ursprungligen var kakofoni det korrekta uttalet, men idag är kakafoni också accepterat, och ungefär lika vanligt.
I svenskan är kakofoni känt i tryck sedan 1730-talet medan kakafoni, som synonym till kakofoni, dyker upp i svensk press på 1880-talet.
Begreppet används subjektivt om sådant som upplevs som oljud i allmänhet. Det har ofta använts för att angripa musik som upplevs som komplicerad och dissonant. Begreppet användes som en elak förvanskning av ordet dodekafoni[källa behövs] (tolvtonsteknik), som på 1920-1930-talen av de konservativa lyssnarna betraktades som kulturens och estetikens ändpunkt.
Kakafoni avsåg ursprungligen förhållandena i Österrike-Ungern under den kejserliga-kungliga perioden under 1800-talets senare hälft och i början av 1900-talet.